# Denza
Pour le compositeur italien, voir Luigi Denza.
La Shenzhen BYD Daimler New Technology Co., Ltd., commercialisée sous le nom Denza (en chinois : 腾势 / pinyin : Téngshì), est un constructeur chinois de voitures électriques haut de gamme basé à Shenzhen. À ses débuts, il s'agissait d'une coentreprise entre la firme allemande Daimler et le constructeur chinois BYD. Ce dernier en devient l'actionnaire majoritaire en 2022.

## Histoire
Le 1er mars 2010, BYD et Daimler signent un mémorandum d'entente pour produire ensemble des voitures électriques. L'entente mène à la création de la Shenzhen BYD Daimler New Technology Co., Ltd. le 27 mai 2010, à la suite d'un investissement de 600 million ¥ (95 millions $ USD),. L'entreprise reçoit leur approbation du gouvernement en mars 2011. La marque Denza est lancée en mars 2012 et l'entreprise présente un concept car de véhicule à énergie nouvelle (NEV) au salon de l'automobile de Pékin en avril 2012, nouveau concept qui suscite l'attention des visiteurs.
En 2013, leur usine est construite dans le nouveau district de Pingshan, avec une capacité de 40 000 véhicules.
Après 18 mois de tests, le lancement du premier modèle est annoncé pour septembre 2014 dans les villes de Pékin, Shanghai et Shenzhen, mais en juin de la même année, l'entreprise déclare devoir repousser le lancement,. Le premier modèle sort finalement en décembre de la même année.
En décembre 2016, l'entreprise change son nom pour la Shenzhen DENZA New Energy Automotive Co Ltd. En 2021, des experts parlent d'une possible faillite de l'entreprise, alors que seulement 14 000 Denza 500 ont été vendues au total. Le lancement du Denza X, qui avait pour but de regagner de la popularité, n'a pas suscité beaucoup de ventes, et le marché automobile chinois compte déjà beaucoup de SUVs électriques. Il semble aussi qu'en 2020, la Denza 500 avait été retirée secrètement, aucune vente n'ayant été enregistrée cette année-là.

## Modèles
Au début, l'entreprise prévoyait la vente d'un seul modèle, le Denza 500, mais le Denza X, un SUV, est présenté au salon de l'automobile de Guangzhou de 2019, avant d'être lancé plus tard dans l'année.
Le gouvernement chinois accorde des subventions aux acheteurs de voitures électriques, dans son programme pour rendre le pays plus écologique. De 2010 à 2012, 9 700 $ (USD) étaient offerts aux acheteurs, mais le gouvernement promet de meilleurs subventions en 2013. Au lancement de la Denza 500, 12 000 $ (USD) minimum sont offerts, mais les subventions pouvaient atteindre 18 500 $ (USD),. La popularité a permis la hausse des subventions, avec l'exemption de l'immatriculation à Pékin, et une immatriculation gratuite à Shanghai et Shenzhen.

### Actuel
- Denza D9
- Denza N7
- Denza N8[17]
- Denza N9
- Denza Z9

### A venir
Denza N8 MAX

### Discontinué
- Denza EV/500 (2014–2019)
- Denza X (2019–2021)

### Concept-cars
- Denza EV Concept (2012)
- Denza Inception (2022)

| Voiture blanche au profil courbé. |
| Denza 500.                        |

| Voiture blanche de type SUV. |
| Denza X PHEV.                |

| Voiture turquoise de type SUV. |
| Denza N7 EV.                   |

| Voiture grise de type monospace. |
| Denza D9 PHEV.                   |

| Voiture bleue au profil courbé. |
| Denza NEV concept.              |